# Feignies
Feignies ist eine französische Gemeinde mit 6727 Einwohnern (Stand: 1. Januar 2022) im Département Nord in der Region Hauts-de-France. Feignies gehört zum Arrondissement Avesnes-sur-Helpe und ist Teil des Kantons Aulnoye-Aymeries. Die Einwohner heißen Finésiens.

## Geographie
Feignies ist Teil des Regionalen Naturparks Avesnois und liegt am Flamenne, einem kleinen Zufluss der Sambre, drei Kilometer nordwestlich von Maubeuge und drei Kilometer südlich der Grenze zu Belgien. Umgeben wird Feignies von den Nachbargemeinden La Longueville im Westen und Norden, Gognies-Chaussée im Nordosten, Maubeuge im Osten und Südosten, Neuf-Mesnil im Süden sowie Vieux-Mesnil im Südwesten.
Durch den Ort führt die Route nationale 2 nach Maubeuge und weiter zur belgischen Grenze, von ihr geht die frühere Route nationale 49 Richtung Bavay ab (heutige Départementstraße 649).

## Geschichte
Ab dem 28. August 1914 belagerten deutsche Truppen den Festungsring 
Bei der Belagerung von Maubeuge 1914 wurde das Fort Leveau in Feignies (errichtet 1874) von Brisanzgranaten stark beschädigt.

## Bevölkerungsentwicklung
| Jahr                       | 1962 | 1968 | 1975 | 1982 | 1990 | 1999 | 2011 | 2020 |
| Einwohner                  | 6469 | 6666 | 7147 | 6910 | 7269 | 7183 | 7184 | 6763 |
| Quellen: Cassini und INSEE |      |      |      |      |      |      |      |      |

## Wirtschaft
Renault-Nissan hat hier ein Werk als Teil der Maubeuge Construction Automobile. 

## Sehenswürdigkeiten

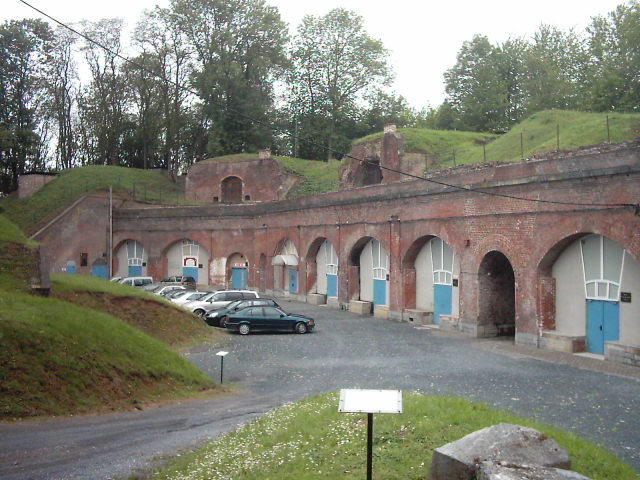
Fort Leveau (heute Museum)

- Kirche Saint-Martin aus dem Jahre 1877, anstelle der Kirche aus dem 11. Jahrhundert errichtet, Skulpturen der Kirche sind als Monument historique klassifiziert
- Fort Leveau, Festungsanlage, die nach dem deutsch-französischen Krieg (1870–1871) im Jahr 1874 errichtet und während der Belagerung von Maubeuge im August 1914 durch Artilleriebeschuss mit Brisanzgranaten teilweise zerstört wurde, heute Museum
- Bildstöcke Notre-Dame de Délivrance, Notre-Dame de Tongres, Saint-Hubert und La Salvate

## Gemeindepartnerschaften
- Keyworth, Nottinghamshire (England), Vereinigtes Königreich
- Bernissart, Wallonien, Belgien